# Tricapus
Tricapus är ett släkte av steklar. Tricapus ingår i familjen brokparasitsteklar.
Kladogram enligt Catalogue of Life:
| Tricapus | \| \| Tricapus denticlypeus \| \| \| \| \| \| Tricapus heinrichi \| \| \| \| |
|          | \| \| Tricapus denticlypeus \| \| \| \| \| \| Tricapus heinrichi \| \| \| \| |
|          | Tricapus denticlypeus                                                        |
|          |                                                                              |
|          | Tricapus heinrichi                                                           |
|          |                                                                              |